# José Francisco Arroyo
José Francisco Arroyo (Oiartzun, 14 de janeiro de 1818 — Porto, 20 de setembro de 1886), também conhecido por José Francisco Arroio, foi um clarinetista, compositor, chefe-de-orquestra e empresário de sucesso, primeiro director do Teatro de São João da cidade do Porto.

## Biografia
Nascido na cidade basca de Oiartzun, nas cercanias de Irun, foi filho do músico João Marcelo Arroyo, natural de Córdova e que viria a falecer na cidade do Porto, a 23 de Julho de 1844, com 52 anos de idade. Quando nasceu, a família estava integrada no meio aristocrático e intelectual de Irun, transferindo-se para Portugal quando José Francisco era ainda criança.
No Porto iniciou a sua carreira como músico na banda de um regimento militar. Clarinetista de mérito, foi depois clarinetista na orquestra do Teatro de São João, na cidade do Porto. Para além do clarinete, tocava flauta.
A partir de 1849 dirigiu a Banda de Música da Guarda Municipal do Porto. Entre 1858 e 1859 foi director artístico do Teatro das Variedades, com José Maria Brás Martins. O seu sucesso profissional no teatro lírico foi notável.
Quando faleceu João António Ribas, foi convidado por alguns dos mais influentes músicos portuenses, incluindo o seu cunhado, o flautista Hipólito Medina Ribas, para o suceder na direcção da União Musical, ao tempo a mais importante associação profissional do meio artístico português.
Em 1846, com Francisco Eduardo da Costa, foi um dos sócios fundadores do Montepio Filarmónico Portuense, uma associação mutualista de protecção aos músicos e outros artistas.
A partir de 1862, desencantado com a actividade de músico profissional, dedicou-se à actividade comercial e empresarial, atingindo lugar de relevo na sociedade portuense. Abandonou a música e estabeleceu-se com uma importante casa comercial na Rua de Santo António, no Porto, afirmando-se entre a burguesia portuense como um dos mais influentes intelectuais e comerciantes da época.
O seu desencanto pela profissão de músico levou-o a proibir os filhos de enveredarem por ela. Bernardo Valentim Moreira de Sá, amigo próximo e considerado seu sucessor, disse dele: era um músico que detestava a sua profissão, mas uma pessoa inteligente e sensível.
Ainda assim, embora sempre acumulando com outra profissão em obediência às orientações paternas, os seus cinco filhos foram excepcionalmente dotados para a música, actividade na qual todos se destacaram: José Diogo Arroio, doutorado em Química, foi professor universitário e excepcional pianista; António José Arroio, engenheiro de profissão, deputado e inspector do ensino técnico foi crítico de arte, foi cantor lírico e pianista de mérito; Rita Hilária, foi uma esmerada amadora musical; João Marcelino Arroio, jurista, político e músico; e Josefa Beatriz, cantora lírica de relevo.
Compôs obras de diversos géneros, destacando-se as óperas Bianca de Mauleon (1846) e Francesca Ventivoglio (1849) e uma Cantata dedicada à rainha D. Maria II de Portugal (1852). Também produziu música para banda, destacando-se a composição Marcha fúnebre dedicada ao rei Carlos Alberto da Sardenha (1849).

## Obras musicais

### Óperas
- Bianca di Mauleon, Teatro de São João, Porto (1846)
- Francesca Ventivoglio (1848) - por estrear (?)
- O segredo do do tio Vicente, opereta em 1 acto, libreto de A. C. Msada, Teatro das Variedades, Porto (1858)
- Recordações da Guerra Peninsular, drama em 5 actos, libreto de Braz Martins, Teatro das Variedades, Porto (1858)
- [São] Gonçalo de Amarante, drama sacro histórico em 1 prólogo e 3 actos e um prólogo, Teatro das Variedades, Porto (1859)
- Os Monges de Toledo, drama em 1 acto, libreto Braz Martins (?), Teatro de São João, Porto (1862)

### Música sacra
- Missas (várias)
- Música de igreja

### Música de circunstância
- Marcha fúnebre, para banda (1849)
- Hino Triunfal, para banda militar, Teatro de São João, Porto (1851)
- Hino Triunfal (o mesmo), publicado pela Litographia lisbonense de Canongia & C, numa versão para canto e piano não autorizada pelo autor (1851)
- Cantata [dedicada a D. Maria II], Teatro de São João, Porto (1852)
- Hino para a aclamação de el-rei D. Luiz, para banda militar (1861)
- Hino aos Artistas Portuenses, para soprano, coro e piano (sem data especificada)

### Música vocal
- La Prima Lettera, op. 17, para soprano e piano

### Música instrumental
- «Doze Estudos para flauta, Compostos e dedicados, como pequeno testemunho (voto d'amizade, consideração e respeito, ao Ex Senhor ... Parado, Insigne Professor, e Tocador d'este instrumento; por J. L. Arroio», publicado por A. S. de Castro

- Rapsódia Sinfónica, para orquestra

- Peças para banda

### Música para piano
- Esquisses, op. 1